# Latrobe River
Der Latrobe River, auch La Trobe River, ist ein Fluss in Gippsland im australischen Bundesstaat Victoria.

## Verlauf
Er entspringt im Gebiet zwischen Powelltown und Noojee, wo er sein Einzugsgebiet mit dem Little Yarra River, einem Nebenfluss des Yarra River, teilt. Im weiteren Verlauf nimmt er einige Zuflüsse von den Südhängen des Baw Baw Plateaus, eines Teils der australischen Alpen, auf. Der Latrobe River fließt zunächst in östlicher Richtung, dann südlich und schließlich wieder nach Osten durch das Latrobe Valley in den Lake Wellington, einen der Gippsland-Seen. Zu seinen Nebenflüssen gehören der Moe River, der Tanjil River und der Tyers River.
Der Lake Narracan ist ein Stausee im Verlauf des Flusses in der Nähe von Newborough, der für die Kühlwasserversorgung der nahegelegenen Braunkohlekraftwerke gebaut wurde.

## Namensherkunft
Der Fluss wurde 1841 von W. A. Brodribb nach Charles La Trobe, dem ersten Vizegouverneur des Port-Phillip-Distriktes, benannt.